# Alberto Morillas
Alberto Morillas (Siviglia, 1950) è un profumiere spagnolo, celebre per aver creato alcune fra le più celebri fragranze moderne, come CK One per Calvin Klein, Acqua di Giò per Giorgio Armani, Flower by Kenzo di Kenzo, Tommy di Tommy Hilfiger e M7 e Opium di Yves Saint Laurent.
Dopo aver studiato due anni presso l'Accademia delle Belle Arti di Ginevra, Morillas inizia a lavorare presso la Firmenich nel 1970. In seguito lavorerà per varie aziende fra Barcellona e New York, Milano e Parigi e nel 1988 riceverà la nomina di Mastro Profumiere, mentre nel 2003 vincerà il premio Prix François Coty.